# Parafia Świętej Trójcy w Braniewie
Parafia Świętej Trójcy w Braniewie – parafia greckokatolicka w Braniewie, w dekanacie elbląskim eparchii olsztyńsko-gdańskiej. Założona w 1992. Mieści się przy ulicy Moniuszki.